# Cássio (ur. 1986)
Cássio, właśc. Cássio Alessandro de Souza (ur. 8 lipca 1986 w Porto Alegre) – brazylijski piłkarz, występujący na pozycji środkowego obrońcy.

## Kariera klubowa
Cássio rozpoczął piłkarską karierę w Grêmio Porto Alegre w 2004 roku. W latach 2004–2007 grał na przemian w RS Futebol Clube  i EC Juventude.
W latach 2007–2008 grał w Avaí FC. Dobra gra w Avai zaowocowała na początku 2009 transferem do pierwszoligowego Fluminense FC. Z klubem z Rio de Janeiro dotarł do finału Copa Sudamericana 2009, w którym Fluminense uległo ekwadorskiemu LDU Quito. W 2010 zdobył z Fluminense mistrzostwo Brazylii.
Cássio rozegrał we Fluminense 14 spotkań ligowych oraz 21 spotkań i zdobył 1 bramkę w lidze stanowej Rio de Janeiro. Od stycznia 2011 Cássio ponownie jest zawodnikiem Avaí FC.